# Procédure d'approbation (Union européenne)
 (mai 2012).
La procédure d'approbation a été introduite par l'Acte unique européen (1986) sous le nom de procédure de l’avis conforme. Cette procédure implique que le Conseil de l'Union européenne doit obtenir l'assentiment du Parlement européen pour que certaines décisions d'importance majeure soient prises. Le Parlement est susceptible d'accepter ou de rejeter une proposition, mais ne peut pas l'amender. Le défaut d'avis conforme interdit l'adoption de l'acte.
L'avis conforme concerne principalement l'adhésion de nouveaux États membres, les accords d'association et d'autres accords fondamentaux avec des pays tiers ou la désignation du président de la Commission. Il est également requis pour la citoyenneté, les missions spécifiques de la Banque centrale européenne (BCE), les modifications des statuts du Système européen de banques centrales et de la BCE, les fonds structurels et de cohésion, ainsi que la procédure électorale uniforme pour les élections européennes.
Depuis l'entrée en vigueur du traité d'Amsterdam, l'avis conforme du Parlement européen est également requis pour les sanctions applicables en cas de violation grave et persistante des droits fondamentaux par un État membre. Le traité de Nice a rendu l'avis conforme du Parlement obligatoire si une coopération renforcée entre certains États membres est envisagée dans un domaine qui relève de la procédure de codécision.
Dans un but de simplification des procédures législatives, le Traité établissant une Constitution pour l'Europe prévoyait d'intégrer l'avis conforme dans les « procédures législatives spéciales ». L'appellation « avis conforme » n'y figurait plus en soi, mais le recours à cette procédure était maintenu pour les lois et lois-cadres européennes sous le nom de « procédure d'approbation ». 

## Sources

## Compléments